# Hitchin Football Club
Hitchin Football Club foi um clube inglês foi um time profissional de futebol baseado em Hitchin, Hertfordshire. Formado em 1865 e baseado em Top Field, Hitchin participou da primeira FA Cup em 1871-72. Ao virarem profissionais no começo do século XX, preocupações financeiras foram agravadas por um incêndio no Top Field em 1911. O clube se desmanchou logo depois.

## História
Hitchin Football Club foi formado em 1865, e chegou ao Top Field logo depois. A data de mudança é incerta, mas é conhecido que "em chuva torrencial", Hitchin segurou o Crystal Palace F.C. em um empate de 0-0 no primeiro dia da FA Cup inaugural no dia 11 de novembro de 1871. Ambos clubes puderam avançar de fase, e Hitchin perdeu por 5-0 para Royal Engineers A.F.C. na fase seguinte.
O campo de Hitchin no Top Field adquiriu uma bela arquibancada no final do século XIX, embora os jogadores ainda tinham que se trocar no pub da mesma rua. O time se tornou profissional perto da virada do século, mas foi um erro econômico. Para piorar, a grande arquibancada pegou fogo e foi destruída em 1911. Com débitos, sem arquibancadas, e pouco sucesso, o clube sofreu até se desmanchar durante a Primeira Guerra Mundial.
Este Hitchin não deve ser confundido com o Hitchin Blue Cross, que também jogou na cidade na mesma época (frequentemente contra o Hitchin). Foram fundados como Hitchin Blues Cross Brigade no final da década de 1890 e foram membros fundadores da Herts County League em 1898-99. Mudaram o nome para Hitchin Blue Cross em 1902 e jogaram na Herts County League até 1924. Foram duas vezes vice-campeões da Herts Senior Cup em 1906-07 e 1920-21 e venceram em 1922-23.
O Hitchin Town F.C. foi formado em 1928 e pode ser considerado o sucessor espiritual do clube original.